# Funny Face
Funny Face ist eine Musical Comedy mit der Musik von George Gershwin und Texten von Ira Gershwin. Das Buch stammt von Fred Thompson und Paul G. Smith. Das von Alexander A. Aarons und Vinton Freedley produzierte Musical wurde am 22. November 1927 im Alvin Theatre in New York uraufgeführt. Die britische Erstaufführung fand am 8. November 1928 im Prince’s (heute: Shaftesbury) Theatre im Londoner West End statt.

## Hintergründe
Fred Astaire und seine Schwester Adele spielten die Hauptrollen am Broadway und im Londoner West End. Nach Problemen bei den Tryouts wurde Paul G. Smith als Autor hinzugezogen, woraufhin z. B. der Arbeitstitel Smarty auf Funny Face geändert wurde, dem Spitznamen Fred Astaires für seine Schwester.

## Adaptionen
- In der Goodspeed-Opera-House-Bearbeitung von 1981 (East Haddam/Connecticut), produziert durch Michael P. Price, werden in der Adaption von Alfred Uhry aus Vormund und Mündel (den Hauptrollen) Bruder und Schwester.
- My One and Only von 1983 ist eine Broadway-Neufassung, die den Hauptteil des Funny-Face-Scores verwendet.

## Handlung
Frankie Wynne ist eine junge, wilde Frau. Jimmy Reeve ihr Vormund.
Frankie will ihren Schmuck tragen, Jimmy möchte ihn lieber in seinem Safe wissen. Frankies Verehrer Peter Thurston soll nun die Kostbarkeiten stibitzen. Dieselbe Absicht haben die beiden, als Butler verkleideten Gauner Dugsie und Herbert auch. Am Ende gelingt Peter die Tat trotz Konkurrenz, als Preis winkt die Ehe mit Frankie.

## Bekannte Musiknummern
- Funny Face
- ’S Wonderful
- Let’s Kiss and Make Up
- He Loves and She Loves
- My One and Only (What Am I Going to Do?)
- How Long Has This Been Going On? – (während der Tryouts rausgenommen)

## Adaptionen
- 1957: Funny Face (dt. Ein süßer Fratz) – Regie: Stanley Donen mit Audrey Hepburn und Fred Astaire – enthält Musiknummern des Musicals bei vollständig unterschiedlicher Handlung